# Julianatop
Julianatop je najviši vrh u Surinamu.
Visok je 1280 metara, a nalazi se u Gorje Wilhelmina u sjevernom obalnom području, u okrugu Sipaliwini, gdje se nalaze i ostale visoke planine Surinama.
Ova planina je bila i najviša planina Nizozemske do 1975. godine, kada je Surinam bio pod vlašću Nizozemske. Nakon te godine, Mount Scenery na otoku Sabi postaje najviši vrh Nizozemske.